# کاراووکووو
کاراووکووو (به صربی: Karavukovo) یک منطقهٔ مسکونی در صربستان است که در استان خودمختار وویوودینا واقع شده‌است. کاراووکووو ۴٬۹۹۱ نفر جمعیت دارد.